# Enoil-KoA reduktaza 2-metil-razgranatog lanca
Enoil-KoA reduktaza 2-metil-razgranatog lanca (EC 1.3.8.5, 2-metil razgranati lanac enoil KoA reduktaza) je enzim sa sistematskim imenom 2-metil-razgranati-lanac-acil-KoA:elektron-transfer flavoprotein 2-oksidoreduktaza. Ovaj enzim katalizuje sledeću hemijsku reakciju:
2-metilbutanoil-KoA + elektron-transfer flavoprotein {\displaystyle \rightleftharpoons } (E)-2-metilbut-2-enoil-KoA + redukovani elektron-transfer flavoprotein + H+
Ovaj enzim je flavoprotein (FAD) iz Ascaris suum. Enzim funkcioniše u lancu elektronskog transporta.

## Literatura
- Nicholas C. Price; Lewis Stevens (1999). Fundamentals of Enzymology: The Cell and Molecular Biology of Catalytic Proteins (Third изд.). USA: Oxford University Press. ISBN 019850229X.
- Eric J. Toone (2006). Advances in Enzymology and Related Areas of Molecular Biology, Protein Evolution (Volume 75 изд.). Wiley-Interscience. ISBN 0471205036.
- Branden C; Tooze J. Introduction to Protein Structure. New York, NY: Garland Publishing. ISBN 0-8153-2305-0.
- Irwin H. Segel. Enzyme Kinetics: Behavior and Analysis of Rapid Equilibrium and Steady-State Enzyme Systems (Book 44 изд.). Wiley Classics Library. ISBN 0471303097.

## Spoljašnje veze
- 2-methyl-branched-chain-enoyl-CoA+reductase на 